# 劉定成
劉定成（英語：Jerome Lau Ting-sing，1950年5月18日—），香港商人，於2012年因涉嫌非禮及刑事恐嚇被判囚17個月，及後於香港反對逃犯條例修訂草案運動表現再度引起公眾關注。

## 家庭背景
父親劉龍鏘，母親霍媛瑤。
外公是「廣州賭王」霍芝庭，與澳門賭業大亨傅老榕家族淵源甚深。

## 1995年因裸照被捕
當時警方檢獲10多萬張裸照，劉更在照片中寫下事主姓名和下體尺寸、警員編號等資料，最後因證據不足未被起訴。有關案件其後被改編為電影《美少年之戀》。

## 2012年涉嫌非禮及刑事恐嚇入獄
2011年，劉定成被控多次以「試鏡」為名，邀請男藝人、男警及健身教練拍照，甚至拍下全裸照，其後更夥同前藝人盧昕傑恐嚇男事主會公開裸照。翌年被裁定非禮及刑事恐嚇等三項罪名成立，被判囚17個月。
上庭時，受害人在屏風後作供，以將各人身份「保密」。至於男警裸照中，各人均堅稱自願任「模特兒」，時任O記總督察吳樂俊出庭為辯方作證。其中吳穿上白色背心、牛仔褲及凉鞋，按劉公子指示擺出各種姿勢拍攝，之後更脫去上衣拍攝。
有不少藝人，包括陳偉霆、羅仲謙等，均被劉聲稱曾拍下其不同程度的性感照片，但被當事人否認。

## 反對逃犯條例修訂草案運動參與
至2019年6月，《逃犯條例》爭議升溫，曾涉及艷照風波，其後晉升為港島總區高級警司的吳樂俊，不時代表警方發言，加上劉多次被發現出席支持反修例活動，昔日風波再度被傳媒討論。
9月13日，劉參與一項位於維多利亞公園，和平組成人鏈的抗議活動，被問及對警察的感覺，他表示至今見到警察只覺反感。其後，他又曾出現「和你lunch」等抗爭活動。
至12月8日「國際人權日」遊行，有警察針對民陣召集人岑子杰的性取向，在岑勸告示威者返回行人路上時，指罵他是「死Gay佬」。劉定成斥警員不懂去尊重他人，質疑警員「直到無倫，咪又係貪錢去影裸照！」他又表示岑子杰的性取向根本和遊行事宜無關，不清楚為何要針對他。

## 資料來源
1. ↑  劉龍鏘訃聞. 華僑日報. 1973-03-20. 第二張第二頁.
2. 1 2 3  . 東周網【東周刊官方網站】Eastweek.com.hk.   [2020-01-03]. （原始内容存档于2020-01-03） （中文（臺灣））.
3. 1 2 3  . Apple Daily 蘋果日報.   [2020-01-03]. （原始内容存档于2020-01-03）.
4. ↑  121625551334730. . 壹週刊.   [2020-01-03]. （原始内容存档于2020-01-03）.
5. ↑  . Apple Daily 蘋果日報.   [2020-01-03]. （原始内容存档于2017-08-15）.
6. 1 2 3  王潔恩. . 香港01. 2019-09-13  [2020-01-03]. （原始内容存档于2020-10-01） （中文（香港））.
7. ↑  . www.sinchew.com.my.   [2020-01-03]. （原始内容存档于2020-01-03）.
8. ↑  . 明報教育網.   [2020-01-03] （中文（臺灣））.
9. ↑  . 太陽報.   [2020-01-03]. （原始内容存档于2020-01-03） （中文（香港））.
10. ↑  . Apple Daily 蘋果日報.   [2020-01-03]. （原始内容存档于2020-01-03） （中文）.
11. ↑  Https://Www.post852.com, 852郵報. . 852郵報. 2019-12-09  [2020-01-03]. （原始内容存档于2020-01-03） （中文（香港））.